# Cinema (canción de Benny Benassi)
«Cinema» es una canción realizada por el DJ y productor italiano Benny Benassi, incluida en su cuarto álbum de estudio Electroman, Cuenta con la colaboración del cantante británico Gary Go. Fue lanzado como sencillo el 8 de marzo de 2011, por el sello All Around the World y por Ultra Records. Fue compuesta por Gary Go, Alle Benassi y Benny Benassi, y producido por este último.

## Remix de Skrillex
En enero de 2011, Skrillex lanzó un remix de la canción. Fue utilizado en la promoción de WWE Raw el 5 de diciembre de 2011, del canal WWE Network. También, se le otorgó el Premio Grammy a la mejor grabación remezclada, no clásica en 2012. La canción apareció en el videojuego Forza Horizon y Beat Fever.

## Lista de canciones
| Descarga digital |                                               |          |  |
| N.º              | Título                                        | Duración |  |
| 1.               | «Cinema» (Radio Edit)                         | 3:03     |  |
| 2.               | «Cinema» (Extended Mix)                       | 4:55     |  |
| 3.               | «Cinema» (Laidback Luke Remix)                | 6:08     |  |
| 4.               | «Cinema» (Skrillex UK Radio Edit)             | 3:24     |  |
| 5.               | «Cinema» (Skrillex Remix)                     | 5:07     |  |
| 6.               | «Cinema» (Alex Gaudino & Jason Rooney Remix)  | 8:16     |  |
| 7.               | «Cinema» (Andrea DJ Mazza & Mazzali Club Mix) | 6:02     |  |
| 8.               | «Cinema» (Andrea DJ Mazza & Mazzali Dub Mix)  | 5:45     |  |
| 9.               | «Cinema» (Maurizio Gubellini Remix)           | 6:02     |  |
| 10.              | «Cinema» (Congorock Remix)                    | 5:58     |  |

## Posicionamiento en listas y certificaciones
| Lista (2011-12)                             | Mejor posición |
| ------------------------------------------- | -------------- |
| Australia (ARIA)                            | 26             |
| Bélgica (Flandes) (Ultratip Bubbling Under) | 7              |
| Bélgica (Valonia) (Ultratip Bubbling Under) | 17             |
| Canadá (Hot 100)                            | 64             |
| Escocia (Official Charts Company)           | 6              |
| Estados Unidos (Bubbling Under Hot 100)     | 2              |
| Estados Unidos (Dance/Mix Show Airplay)     | 1              |
| Estados Unidos (Heatseekers Songs)          | 13             |
| Irlanda (IRMA)                              | 35             |
| Nueva Zelanda (Recorded Music NZ)           | 13             |
| Países Bajos (Dutch Top 40)                 | 26             |
| Reino Unido (UK Dance Chart)                | 6              |
| Reino Unido (UK Singles Chart)              | 20             |
| Suecia (Sverigetopplistan)                  | 42             |

| País           | Organismo certificador | Certificación | Ventas    | Ref.   |
| -------------- | ---------------------- | ------------- | --------- | ------ |
| Australia      | ARIA                   | 2× Platino    | 140 000   | [ 15 ] |
| Estados Unidos | RIAA                   | Platino       | 1 000 000 | [ 16 ] |
| Canadá         | Music Canada           | Platino       | 80 000    | [ 17 ] |
| Nueva Zelanda  | RIANZ                  | Oro           | 7 500     | [ 18 ] |

## Historial de lanzamientos
| País        | Fecha               | Formato          | Discográfica         |
| ----------- | ------------------- | ---------------- | -------------------- |
| Reino Unido | 24 de julio de 2011 | Descarga digital | All Around the World |